# Puljetryk
Puljetryk er en trykketeknisk metode, hvor et trykkeri samler tryksager fra flere kunder på ét ark, således at startomkostningerne deles mellem kunderne. Dette forudsætter naturligvis en vis kundevolumen.
Opstartsomkostningerne ved traditionelt tryk, kan være relativt store. Derfor kan trykkerierne med fordel samle flere kunders ordre i en "pulje". På den måde bliver prisen for de enkelte kunder lavere, samtidigt med at trykkeriet kan få udfyldt huller i deres produktion.
Ordene "puljetryk" og "pulje-tryk" er varemærkebeskyttede, af virksomheden Lasertryk.dk. Derfor anvendes begreber som "gruppetryk", "fællesprint", "samtryk" m.m. ofte som beskrivelse for processen. Metoden har været anvendt i årtier, og flere avisannoncer helt tilbage fra 1960'erne viser brug af begrebet "puljetryk".[kilde mangler]